# Ржавитин, Владимир Николаевич
Владимир Николаевич Ржавитин (7 апреля 1904—1978) — советский учёный-ботаник, доктор биологических наук (1954), профессор (1955), Заслуженный деятель науки Мордовской АССР (1972).
Автор около 70 научных работ, в том числе 5 монографий. Его книга «Наследственность и изменчивость» переведена на немецкий, польский и румынский языки.

## Биография
Родился 7 апреля 1904 года в городе Тотьма Вологодской губернии в семье сельского учителя.
В 1927 году окончил Ленинградский сельскохозяйственный институт (ныне Санкт-Петербургский государственный аграрный университет). По распределению работал агрономом-преподавателем в школе колхозной молодежи в селе Миньково Вологодской области. В 1930 году поступил в аспирантуру Всесоюзного института растениеводства в Ленинграде по специальности «Физиология растений».
По окончании аспирантуры, с 1932 по 1935 год работал старшим научным сотрудником и заведующим лабораторией физиологии растений на опытной станции Фалёнки Кировской области. В 1935—1937 годах возглавлял лабораторию физиологии растений на Полярной опытной станции Всесоюзного института растениеводства, и в этот период, в 1936 году, защитил кандидатскую диссертацию на тему «Морозоустойчивость различных видов и сортов картофеля».
В 1938—1940 годах Владимир Ржавитин руководил кафедрой ботаники Арзамасского учительского института (до 2012 года — Арзамасский государственный педагогический институт им. А.П. Гайдара); в 1940—1945 годах возглавлял кафедру ботаники Удмуртского педагогического института (ныне Удмуртский государственный университет); в 1945—1950 годах заведовал кафедрой ботаники Рязанского педагогического института.
В 1951 году Ржавитин приехал в Саранск, где до 1957 года возглавлял кафедру ботаники Мордовского педагогического института (ныне Мордовский государственный педагогический университет имени М. Е. Евсевьева). В 1953 году в Воронежском государственном университете он защитил докторскую диссертацию на тему «Черный паслен Solanum nigrum L.»; в 1954 году ему была присвоена ученая степень доктора биологических наук, а в 1955 году — звание профессора.
Владимир Николаевич Ржавитин внес большой вклад в становление и развитие кафедры ботаники Мордовского государственного университета, которой он руководил со дня его образования и до конца своей жизни. Имя профессора Ржавитина хорошо известно и за рубежом; с его трудами знакомы ученые Японии, Китая, США и других стран мира. В 1960 году он создал ботанический сад, который и сегодня является зелёной лабораторией для проведения научно-исследовательской работы сотрудников и студентов биологического факультета и носит его имя. По инициативе учёного на кафедре был создан гербарий флоры Мордовии, который используется как наглядное пособие на занятиях, а также является образцом растительного мира Мордовской Республики.
Наряду с научно-педагогической, занимался общественной деятельностью: был бессменным председателем президиума Мордовского отделения Всесоюзного ботанического общества, членом президиума республиканского Общества охраны природы.
Умер в 1978 году в Саранске.

## Заслуги
- За плодотворную работу В. Н. Ржавитин неоднократно награждался почетными грамотами Президиума Верховного Совета Мордовской АССР, удостоен медали «За доблестный труд в Великой Отечественной войне 1941—1945 гг.» и медали имени Мичурина.[1]
- За большие заслуги в педагогической, научной и общественной работе в 1972 году ему присвоено почетное звание заслуженного деятеля науки Мордовской АССР.[1]